# Arno Wallaard Memorial
Das Arno Wallaard Memorial ist ein niederländisches Straßenradrennen.
Das Eintagesrennen hieß bis 2006 Omloop Alblasserwaard. 2007 wurde es umbenannt, um den niederländischen Radrennfahrer Arno Wallaard zu ehren, der dieses Rennen im Jahre 1999 gewann und 2006 infolge eines Herzstillstands starb.
Erstmals wurde es im Jahr 1984 ausgetragen. Seit 2009 ist es Teil der UCI Europe Tour und dort in der UCI-Kategorie 1.2 eingestuft.
Rekordsieger ist Arie Overbeeke aus den Niederlanden, der das Rennen zweimal für sich entscheiden konnte und zwar in den Jahren 1984 und 1985. Bisher gewannen erst vier ausländische Fahrer das Rennen, Denis Flahaut aus Frankreich, Edvin Wilson aus Schweden, Timothy Stevens aus Belgien und Joshua Huppertz aus Deutschland.(Stand 2017)

## Sieger
| - 2019 Alexander Richardson - 2018 Joshua Huppertz - 2017 Timothy Stevens - 2016 Maarten van Trijp - 2015 Jasper Bouvenhuis - 2014 Edvin Wilson - 2013 Coen Vermeltfoort - 2012 Dylan van Baarle - 2011 Arne Hassink - 2010 Stefan van Dijk - 2009 Lieuwe Westra - 2008 Cornelius van Ooijen - 2007 Denis Flahaut | - 2006 Dennis van Winden - 2005 Gideon de Jong - 2004 Ger Soepenberg - 2003 Rob Koole - 2002 Berry Hoedemakers - 2001 Peter van Agtmaal - 2000 Herold Dat - 1999 Arno Wallaard - 1998 Edwin Hofstee - 1997 Corné Castein - 1996 Niels Harms - 1995 Tommy Post - 1994 Leon Rotteveel - 1993 Stefan van Teijlingen - 1992 Max van Heeswijk - 1991 Herman Woudenberg - 1990 Ton Zwirs - 1989 Allard Engels - 1988 Jos Gevers - 1987 John de Crom - 1986 Patrick Bol - 1985 Arie Overbeeke - 1984 Arie Overbeeke |